# 伍德哈文林蔭路車站 (BMT牙買加線)
伍德哈文林蔭路車站（英語：Woodhaven Boulevard station）是美國紐約地鐵BMT牙買加線的高架地鐵站，位於皇后區伍德哈文，設有J線（任何時候停站）與Z線（僅繁忙時段的尖峰方向停站）列車服務。

## 車站結構
| P 月台層 | 側式月台，右側開門 | 側式月台，右側開門                                                                                    |
| P 月台層 | 南行               | 往寬街（85街-森林公園道） · 繁忙時段往寬街（75街-埃爾德斯巷）                                         |
| P 月台層 | 中央軌道           | 無軌道或道床                                                                                          |
| P 月台層 | 北行               | 往牙買加中心-帕森斯/射手（繁忙時段111街，其餘時段104街） · 繁忙時段 往牙買加中心-帕森斯/射手（104街） |
| P 月台層 | 側式月台，右側開門 | |
| M        | 夾層               | 閘機、車站詢問處                                                                                      |
| G        | 街道層             | 出入口                                                                                                |

此高架車站在1917年5月28日啟用，設有兩個側式月台和兩條軌道，中央軌道另有空間。
此站原初可改建成為快車站。另一個曾經預留的車站是現已拆除的蘇特芬林蔭路。

## 外部連結
- nycsubway.org—BMT Jamaica Line: Woodhaven Boulevard
- Station Reporter — J Train
- The Subway Nut — Woodhaven Boulevard Pictures （页面存档备份，存于）
- MTA's Arts For Transit — Woodhaven Boulevard (BMT Jamaica Line) （页面存档备份，存于）
- Woodhaven Boulevard entrance from Google Maps Street View
- 95th Street entrance from Google Maps Street View
- Platforms from Google Maps Street View